# Liste de plans gouvernementaux
Liste de plans gouvernementaux, par pays.

## Belgique

### Plan gouvernemental Verhofstadt-Onkelinx (Octobre 2005)
Réforme de la prépension, des salaires et de l'emploi

## Canada

### Plan d'action québécois  sur la diversité biologique 2004-2007 (Novembre 2004)
Site officiel

### Plan d'action gouvernemental pour contrer la violence conjugale 2004-2009 (Décembre 2004)
Plan pour la sécurité des victimes et de leurs proches.

### Plan gouvernemental pour l'emploi (Janvier 2005)
Claude Béchard, ministre de l'Emploi, de la Solidarité sociale et de la Famille, propose l'amélioration du niveau de qualification de la main-d'œuvre, l'accroissement du taux d'activité parmi les personnes les moins favorisées au niveau de l'emploi et le renforcement économique du Québec par la création et l'expansion d'entreprises.

## France

### IVeRépublique

#### Plan Pons (1945)
Paul-Marie Pons, directeur adjoint des industries mécaniques et électriques au ministère de la Production industrielle, met en place un important plan quinquennal qui sera un tournant de l’industrie automobile française. Renault et Bugatti sont nationalisés pour « collaboration ». L’État ne se contente pas de fixer les prix et les salaires ; il attribue à chaque constructeur la fabrication d’une catégorie de véhicules selon les matières premières disponibles : Citroën devra fabriquer des voitures « milieu de gamme ». Le plan Pons ignore la moto, conduisant à l'échec l'industrie motocycliste en France.

### Présidence de Charles de Gaulle

#### Plan Calcul(1967)
Plan gouvernemental français, lancé en 1966 sous la présidence du général De Gaulle pour développer une capacité d'innovation française et européenne en matière de gros ordinateurs et de réseaux numériques.

### Présidence de Valéry Giscard d'Estaing

#### Plan Composants(1978)
Plan destiné à aider à la constitution en France d'une industrie des circuits intégrés, notamment avec Thomson et la Radiotechnique-Compelec, visant à limiter la dépendance à l'égard des constructeurs américains et japonais.

### Présidence de François Mitterrand

#### Plan informatique pour tous(1985)
Initier les élèves du pays à l'outil informatique et soutenir l'industrie nationale des micro-ordinateurs.

#### Plan Pons (1986)
Le ministre des Transports, Bernard Pons, projette la réforme de la SNCF après la publication par la Commission de Bruxelles d’un livre blanc préconisant « l’introduction des forces du marché » dans le ferroviaire.

#### Plan de prévention des risques d'inondation - PPRI (1987)
Des mesures d'évaluation, de prévention et parfois de compensation voire de réparation deviennent obligatoire dans certains contextes. Le PPRI a été institué par les articles 40-1 à 40-7 de la loi no 87-565 du 22 juillet 1987 relative à l'organisation de la sécurité civile et à la prévention des risques majeurs.
Les documents d'urbanisme, PLU ou SCOT doivent intégrer les risques d'inondation et réglementer le droit à construire.
L’élaboration du présent PPRI a été guidée par les trois objectifs généraux suivants édictés par la circulaire du 24 janvier 1994 et repris par la circulaire du 24 avril 1996 :
- interdire les implantations humaines dans les zones les plus dangereuses où, quels que soient les aménagements, la sécurité des personnes ne peut être garantie intégralement ;
- les limiter dans les autres zones inondables ;
- préserver les capacités d'écoulement et d'expansion des crues pour ne pas aggraver les risques pour les zones situées en amont et en aval

#### Plan gouvernemental pour les banlieues (Juillet 1993)
Présenté par le premier ministre Édouard Balladur à l’issue d’un comité interministériel sur la ville, ce « Plan d’urgence » fixe cinq priorités : l’éducation, la formation, l’insertion professionnelle et l’emploi, la place de l’État dans la ville en matière de service public, justice, sécurité, santé, logement, environnement et qualité de la vie et par lequel l’État s’engage à débloquer 5 milliards de francs sur la période du XIe Plan (1994-1998).

#### Plans périnatalité (Avril 1994)
Rapport établi par le ministère des affaires sociales, fixant comme objectifs à l'horizon 2000, de diminuer la mortalité maternelle de 30 %, abaisser la mortalité périnatale d'au moins 20 %, réduire le nombre d'enfants de faible poids de naissance de 25 % et réduire de moitié le nombre de femmes peu ou pas suivies pendant la grossesse. Il a été ajouté l'objectif supplémentaire de diminuer de 35 % la mort subite du nourrisson.

### Présidence de Jacques Chirac

#### Plan gouvernemental de lutte contre la violence en milieu scolaire (Novembre 1997)
Plan élaboré en partenariat entre six ministères (ministère de l'éducation nationale, de la recherche et de la technologie - ministère de la justice - ministère de l'intérieur - ministère de la défense - ministère de la culture - ministère de la jeunesse et des sports).

#### Plan d'action gouvernemental pour la société de l'information (PAGSI, 1997)
Le PAGSI est lancé lors du Comité interministériel pour la Société de l’information (CISI) de janvier 1998. Pour la première fois, l’apport des technologies est pensé de concert pour l’ensemble des ministères. Il ne s’agit pas d’intégrer Internet dans un seul secteur ou d’adapter uniquement un corps de métier, mais de fournir un projet global couvrant toute la société. L’enjeu est que la France prenne la mesure des évolutions importantes qui se jouent (sociales, politiques, économiques, législatives…), et qu’elle ne prenne pas plus de retard sur l’appropriation des TIC. L’État dans l’esprit des socialistes de l’époque doit être à la fois un coordinateur, un exemple et un accélérateur.
6 axes prioritaires « pour l’entrée de la France dans la société de l’information » sont définis :
- une approche éducative correspondant au Plan Allègre : Apprendre aux élèves à utiliser les outils numériques, et encourager les enseignants à en profiter, à travers l’équipement des établissements, la formation des enseignants et l’apprentissage de l’informatique. Un accent important est mis sur la diffusion et l’échange de contenus et d’expériences (création du portail Educnet)
- la présence de la culture française et francophone sur la Toile : numérisation et la diffusion du patrimoine, soutien à la création artistique, incitation à l’usage des TIC par le milieu culturel, et  développement de la maîtrise par tous des TIC, via la formation et l’accès public (ECM)
- un État plus transparent et plus efficace, améliorant les performances internes de l’administration et facilitant la vie de l’usager, via une réorganisation, une diffusion en ligne des informations publiques (service-public.fr, Legifrance, AdmiFrance...) et la généralisation des téléprocédures.
- le souhait d’une appropriation optimale par le secteur privé des apports des TIC en termes de gestion, prospection, communication, innovation, et la volonté de faire émerger le commerce électronique hexagonal. Le travail du gouvernement se traduit donc par l’information, la sensibilisation, l’incitation ou l’aide financière.
- un soutien actif au secteur du multimédia et de l’innovation technologique, gisement d’emploi et source de compétitivité internationale : Recherche publique, accompagnement renforcé à la création d’entreprise, souplesses financières et juridiques et la constitution d’un cadre et d’une infrastructure performants au niveau national.
- Adaptation du cadre législatif aux nouveaux médias (contenu, marché des télécommunications, droits d’auteurs, le traitement des données personnelles...) aboutissant à la Loi pour la confiance dans l'économie numérique (LCEN) et la DADVSI.
- Le PAGSI a fait l'objet du rapport Carcenac pour une administration électronique citoyenne dont le rapporteur général était Bruno Mannoni. Il a été remis au Premier ministre en avril 2001 et a été approuvé par celui-ci et a depuis  constitué le socle des décisions du gouvernement en matière d'administration électronique.

#### Plan d'action pour les zones humides (Septembre 2000)
Les schémas directeurs d'aménagement et de gestion des eaux (SDAGE), élaborés dans le cadre de la loi sur l'eau du 3 janvier 1992 (laquelle a donné une définition légale des zones humides), dressent un inventaire des zones humides par bassin hydrographique.

#### Plan gouvernemental d'urgence de soutien à la filière bovine (Novembre 2000)
Plan reprenant des dispositions proches de celles du plan de Philippe Vasseur en 1996, présenté par Jean Glavany, ministre de l’agriculture et de la pêche, destiné à permettre à la filière bovine de retrouver le plus rapidement possible une situation d’équilibre grâce à la confiance retrouvée du consommateur et d’aider, pendant la période transitoire, les exploitants et entreprises en difficulté.

#### Plan Gouvernemental «Mécénat et Fondations» en faveur de l'Innovation (Décembre 2002)
Plan de Claudie Haigneré, ministre chargée de la Recherche et des Nouvelles Technologies, qui propose dix mesures fiscales pour inciter les fondateurs et les donateurs, particuliers ou entreprises, à créer ou à financer une Fondation d'utilité publique.

#### Plan gouvernemental de vigilance, de prévention et de protection face aux menaces d’actions terroristes «Vigipirate» (mars 2003)
Nouveau plan Vigipirate, comportant des mesures de vigilance, de prévention et de protection modulables et adaptées à tout type de menaces, remplaçant celui de 1991.

#### Plan gouvernemental pour l’action humanitaire d’urgence de la France (Juin 2003)
Constitution d'un Comité interministériel de l’action humanitaire d’urgence et renforcement du partenariat avec les autres acteurs de l’action humanitaire d’urgence.

#### PlanADELE(ADministration ÉLEctronique 2004/2007) (Février 2004)
Plan de 140 mesures destinées à rapprocher l'usager des services publics en simplifiant ses démarches grâce au développement de l'administration électronique, s'inscrivant dans la ligne des projets de réforme de l'État menés par le ministère de la Fonction publique. Il vise aussi à faire faire par l'usager, gratuitement, le travail de saisie qui était effectué jusque-là par des fonctionnaires.

#### Plan gouvernemental contre le piratage (Mai 2004)
Renaud Donnedieu de Vabres a présenté en Conseil des ministres un plan contre le piratage de musique et de films.

#### Plan gouvernemental de prévention des légionelloses (Juin 2004)
L’objectif du plan de Philippe Douste-Blazy, ministre de la santé et de la protection sociale, est de diminuer par deux le nombre de cas de légionellose d’ici à 2008.

#### Plan de cohésion sociale (Juin 2004)
Entré en application dans le courant de l'année 2005, le Plan de cohésion sociale agit simultanément sur l'emploi, le logement et l'égalité des chances.

#### Plan de lutte contre les drogues (Juillet 2004)
La Mission interministérielle de lutte contre la drogue et la toxicomanie (MILDT), constitue l'épicentre du dispositif français de lutte contre les toxicomanies.

 Texte du MILDT

#### Plan périnatalité 2005-2007
Humanité, proximité, sécurité, qualité.
Ce plan reprend les grandes lignes du rapport de la mission Périnatalité. C'est un ensemble de mesures visant à baisser la mortalité périnatale à un taux de 5,5 pour 1 000 naissances et la mortalité maternelle à un taux de 5 pour 100 000, tout en développant une offre plus humaine et plus sociale. Il privilégie la participation des usagers à l’élaboration de la politique périnatale, à travers la création d’une Commission nationale de la naissance.

#### Plan de lutte contre une «pandémie grippale» (Mai 2005)
Le plan national de lutte contre une pandémie grippale, fondé sur l'’état actuel des connaissances scientifiques, a pour objet d’'assurer la mise en place d’un dispositif s'’attachant :
- d’une part, en phase prépandémique, à détecter l’'apparition d’un nouveau virus grippal et à en contenir la diffusion,
- d’autre part à organiser une réponse adaptée du système de santé à l’'augmentation massive et rapide des besoins de prise en charge, et à en limiter l’'impact global sur la société.

 (source officielle), ministère français de la santé

#### Plan gouvernemental pour l’emploi (Juin 2005)
Création du Contrat nouvelle embauche qui est un contrat de précarité généralisé, avec deux ans de période d’essai, de possibilité pour le chef d’entreprise à tout moment, sans procédure, sans motif, sans indemnité, de mettre fin au contrat. Il avait l'intérêt de faciliter pour des jeunes une première entrée sur le marché du travail, leur permettant d'acquérir une expérience professionnelle ; et, pour l'employeur

#### Plan national de lutte contre le travail illégal (Août 2005)
Gérard Larcher, ministre délégué à l’Emploi, au Travail et à l’Insertion professionnelle des jeunes, a présenté un plan initié par le Gouvernement en 2004 afin de renforcer la lutte contre le travail illégal.

#### Plan de gestion de la rareté de l'eau (Octobre 2005)
Soumis par Nelly Olin, ministre de l'Écologie, ce plan s'attache aux moyens de prévenir et d'anticiper les crises liées aux pénuries d'eau.

#### Plan de relance de la «destination France Noël 2005»
Léon Bertrand, ministre délégué au Tourisme, a lancé une campagne pour la promotion de la France comme destination touristique pour les fêtes de fin d’année 2005.